# Castillo de Krasiczyn
El castillo de Krasiczyn (en polaco: Zamek w Krasiczynie) es un antiguo castillo renacentista erigido en Krasiczyn, Polonia. Se encuentra en una llanura en la orilla derecha del río San, a lo largo de la ruta Przemyśl-Sanok (a unos 10 kilómetros al suroeste de la ciudad de Przemyśl).
A través de los siglos, el castillo ha pertenecido a varias familias polacas nobles, y ha sido visitado por muchos reyes polacos.
Junto con un pintoresco jardín, ahora pertenece a la Agencia de Desarrollo Industrial (en polaco: Agencja Rozwoju Przemyslu S.A.).

## Historia

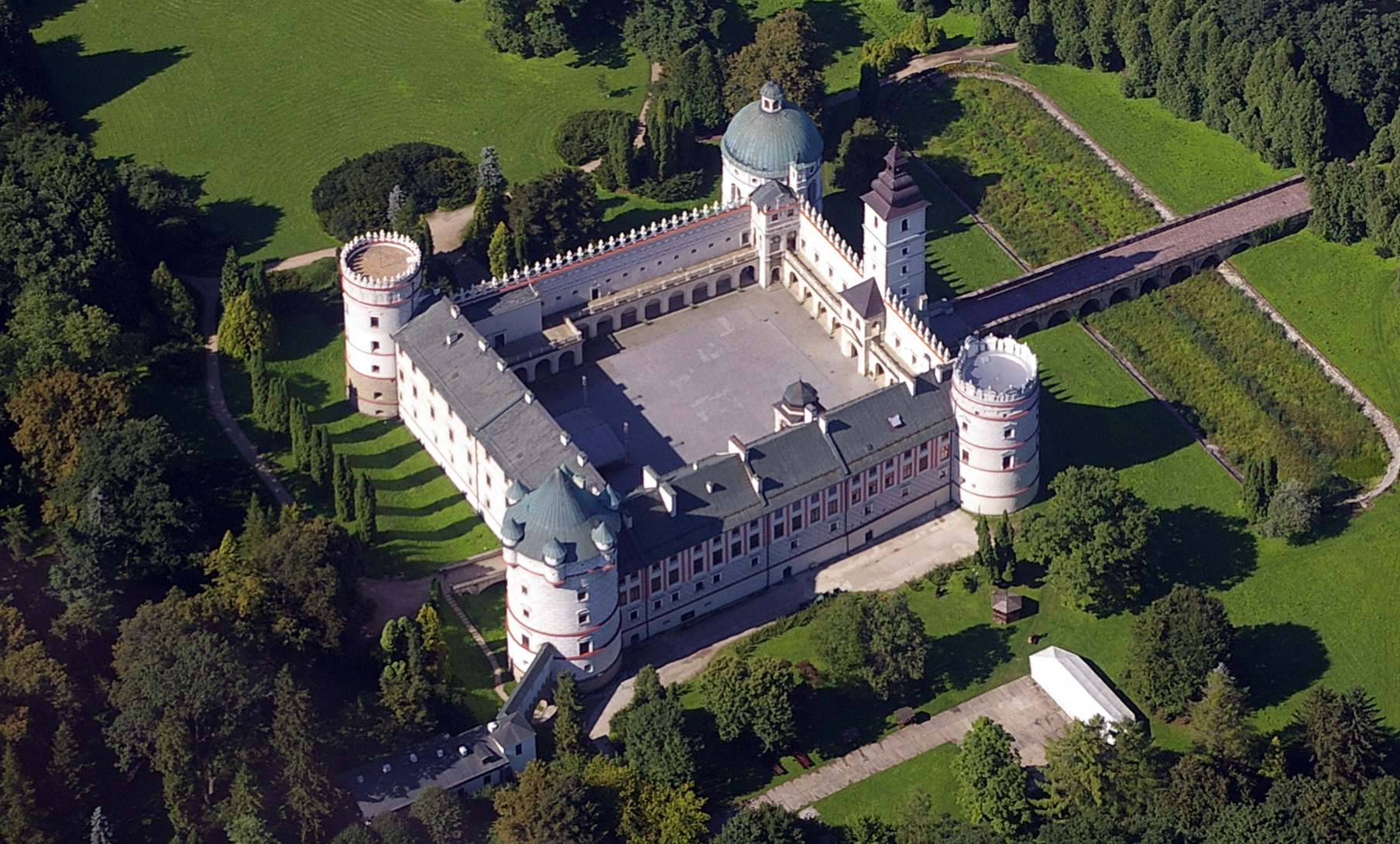
Vista aérea del conjunto

La construcción del castillo comenzó en 1580, iniciado por un noble local Stanislaw Siecienski de Siecin, que llegó a la zona desde Mazovia. Las obras duraron 53 años, y el castillo no se completó hasta 1633, por Marcin Krasicki, hijo de Stanisław y Voivoda de Podolia, que mientras tanto había cambiado su nombre. Originalmente, el castillo era un bastión fortificado, que protegía la frontera sur de la Mancomunidad polaco-lituana. Sin embargo, Marcin Krasicki, considerado uno de los promotores más importantes de las artes en el país, convirtió la fortaleza en una residencia sofisticada (palazzo in fortezza), bajo la supervisión del arquitecto italiano Galleazzo Appiani. Además, apodó al complejo Krasiczyn, por su propio apellido. Más tarde, creció cerca del castillo un pequeño pueblo, Krasiczyn, también con el mismo nombre. El castillo de Krasiczyn fue construido en el sitio de un antiguo complejo de madera, llamado Sliwnica, que probablemente se había construido en el siglo XIV.
A pesar de los numerosos incendios y guerras a lo largo de los siglos, el complejo del castillo no se ha modificado desde principios del siglo XVII. Construido como un cuadrado, con muros que representan los cuatro cuartos del globo, en las esquinas hay cuatro torres de forma ovalada:  Divina (Boska), Papal (Papieska), Real (Krolewska) y Noble (Szlachecka). Estos nombres reflejaban el orden eterno del mundo, con cuatro grados de autoridad. El patio rectangular y espacioso estaba rodeada al este y al norte por viviendas, y al sur y al oeste por muros, adornados con áticos. En el medio del muro occidental, hay una torre del reloj con forma cuadrada (Zegarowa), agregada por Marcin Krasicki a principios del siglo XVII. Esta torre sirve como puerta principal, con un muro puente sobre el foso.

Las torres del castillo
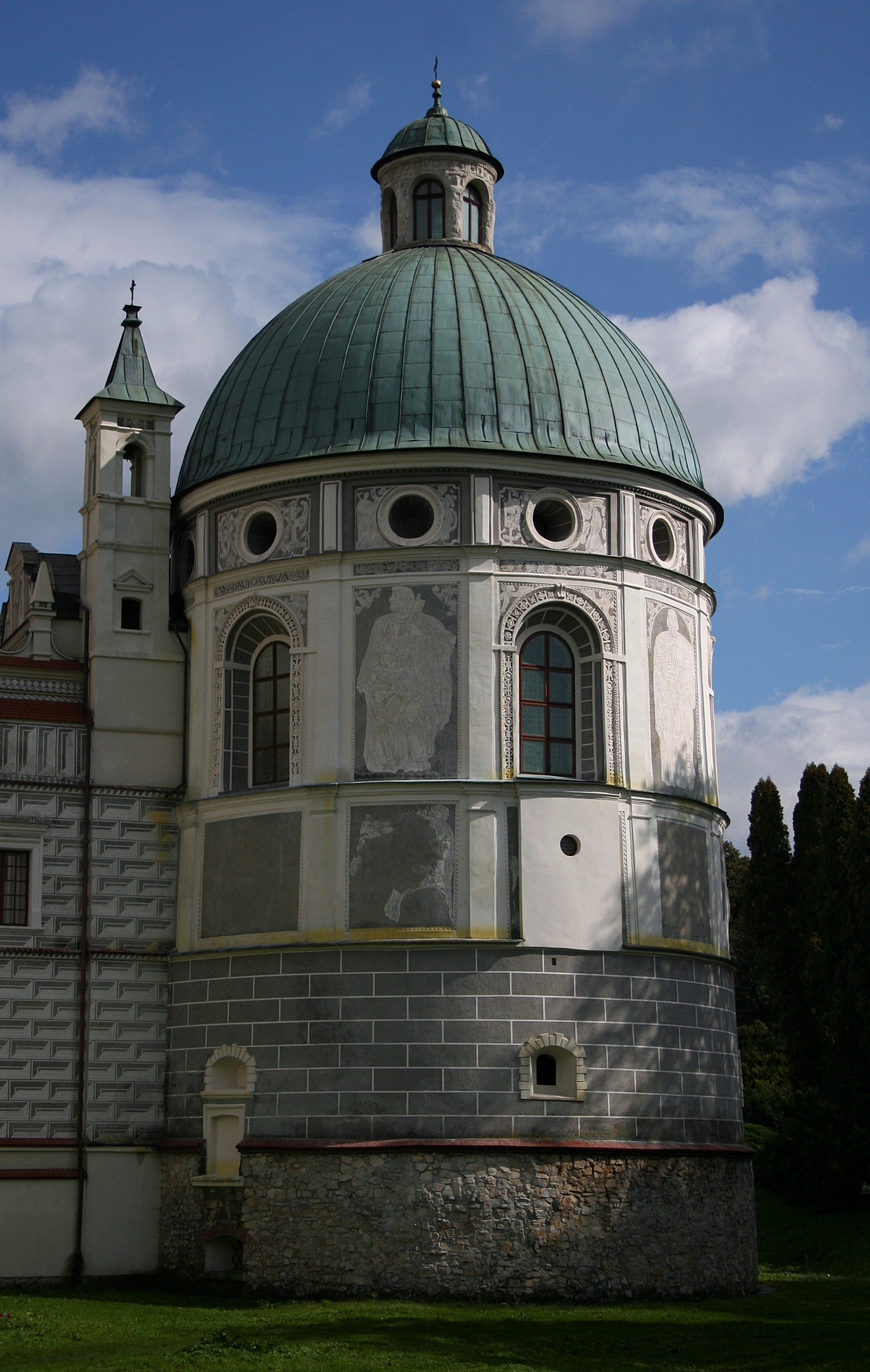
Torre Divina (Boska)
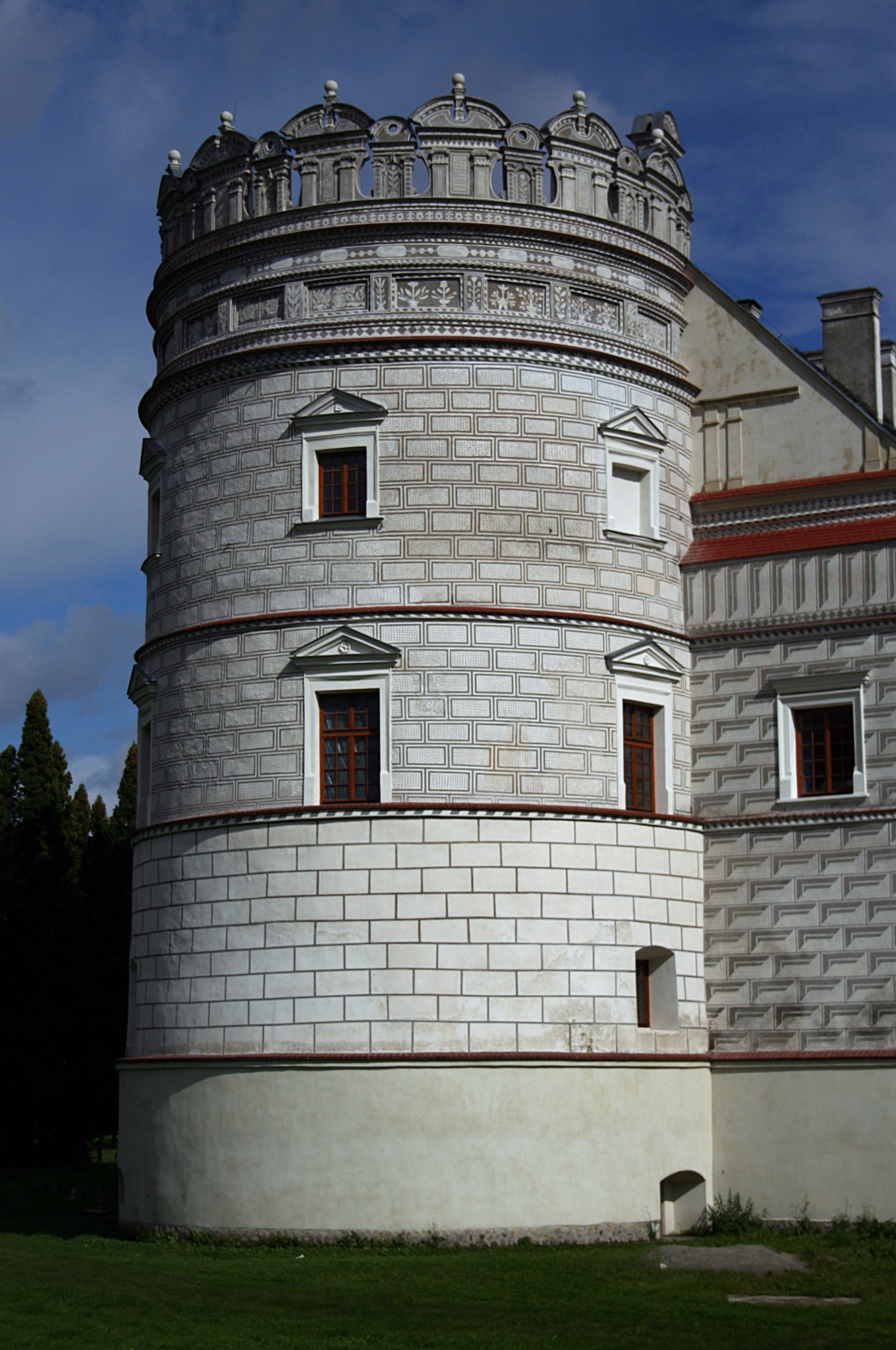
Torre Papal (Papieska)
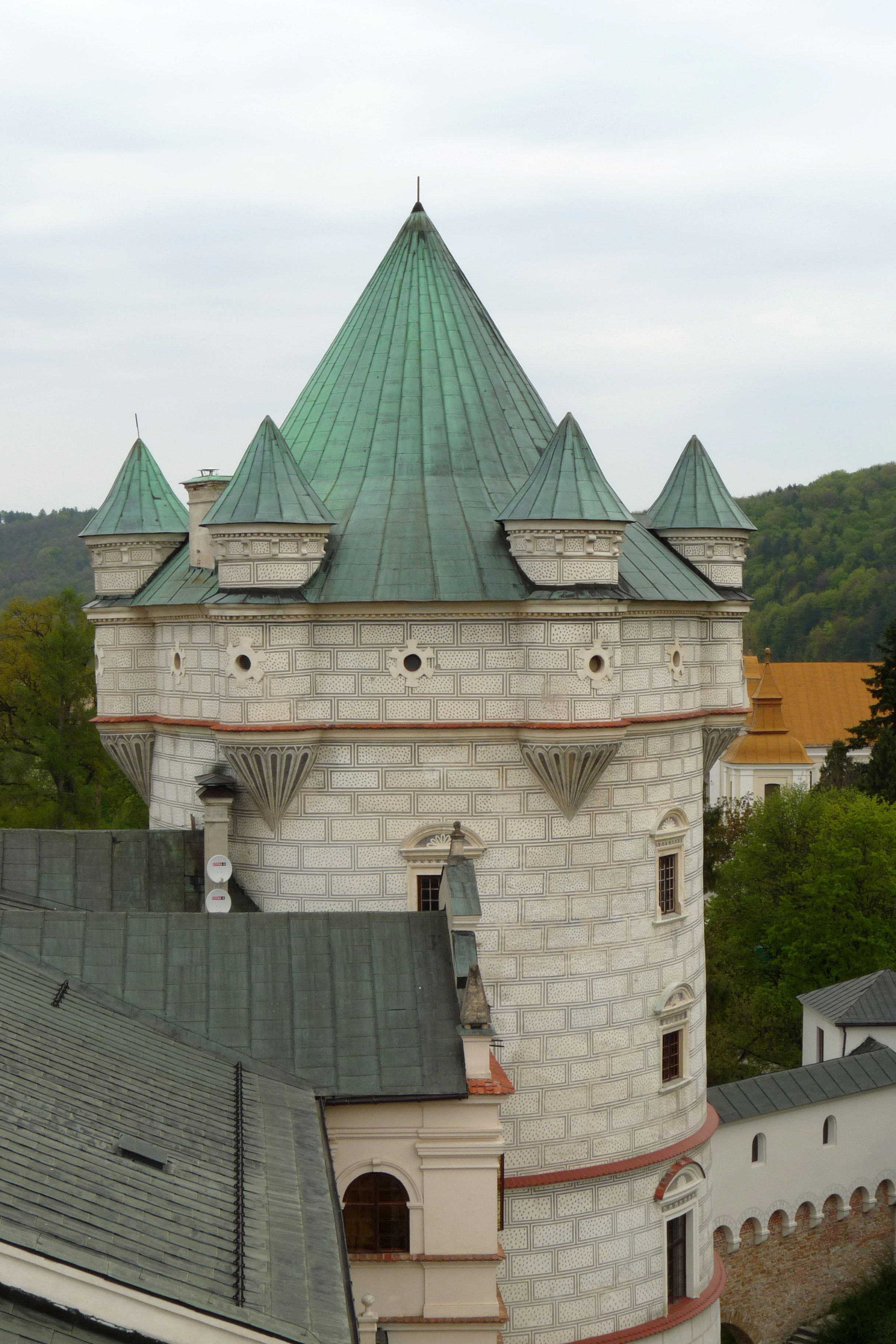
Torre Real (Krolewska)
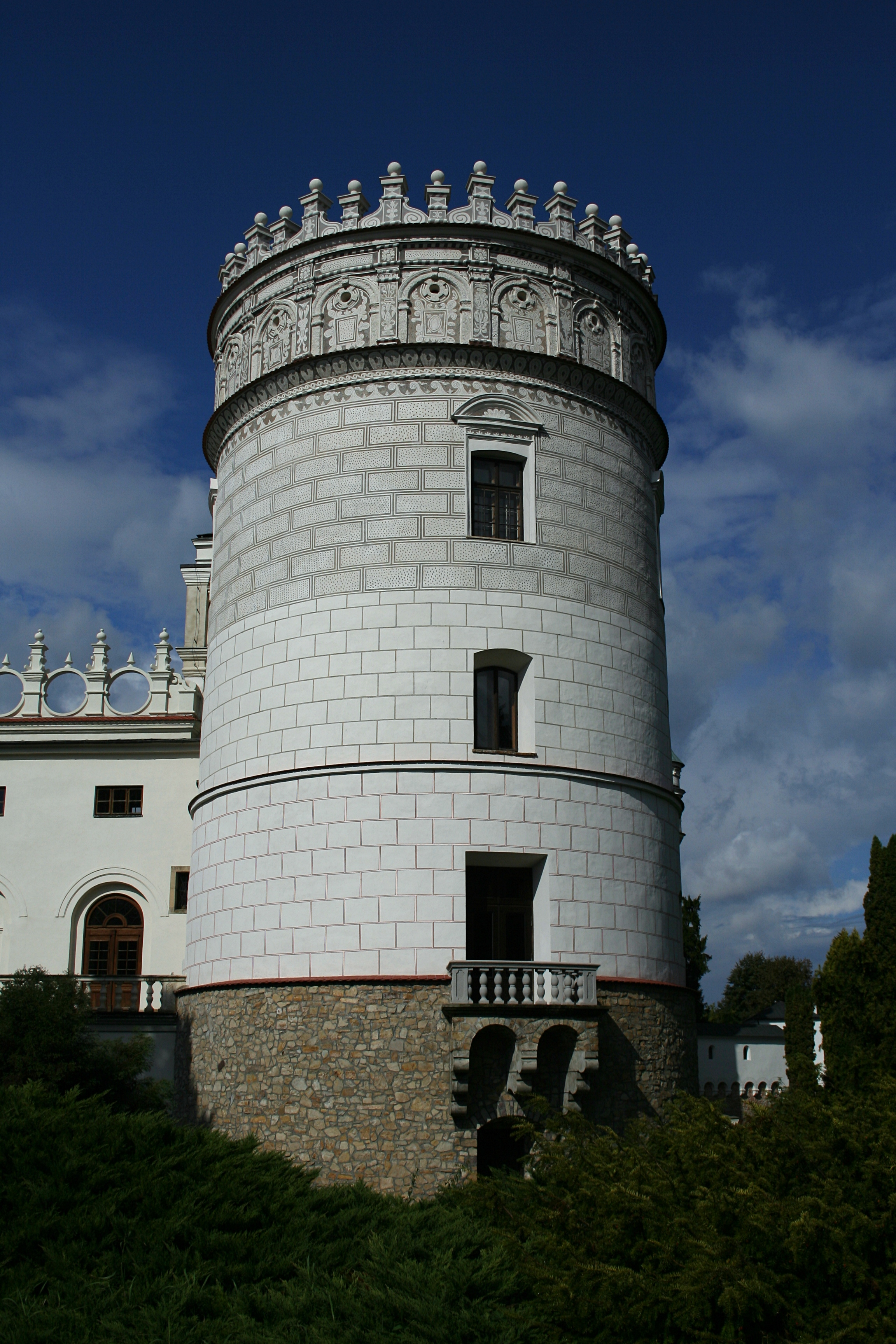
Torre Noble (Szlachecka)

A lo largo de los siglos, el castillo atrajo a las personalidades más famosas de la historia polaca. Entre los visitantes, hubo varios reyes, Segismundo III Vasa (r. 1587-1632), Vladislao IV (r. 1632-1648), Juan II Casimiro (r. 1648-1668) y Augusto II el Fuerte (r. 1697-1706, 1709-1733). Segismundo III Vasa, de quien Marcin Krasicki era fiel partidario, visitó el castillo tres veces,la primera en 1608, junto con la su esposa Constanza de Habsburgo.

## Arquitectura

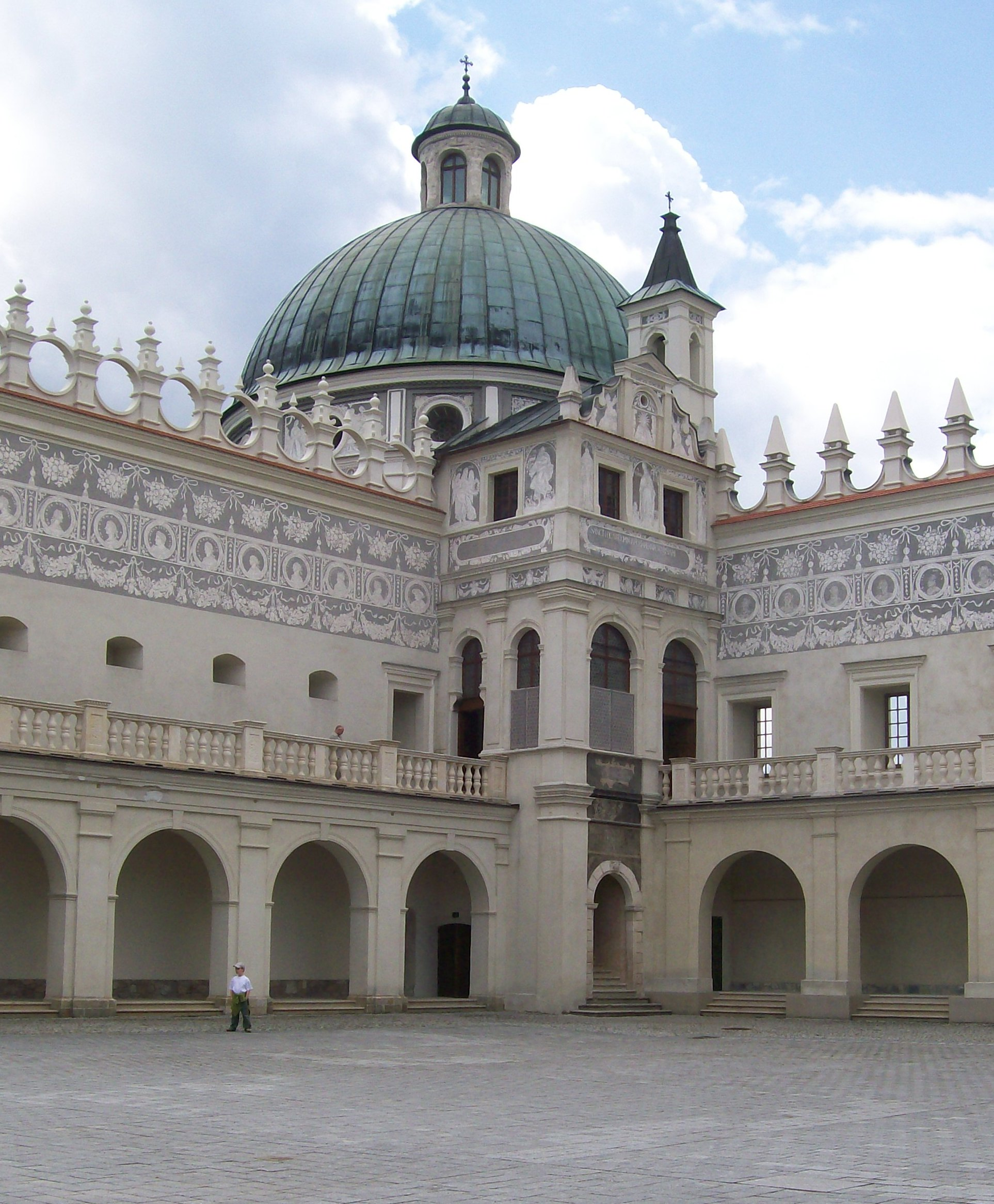
Patio y torre Divina

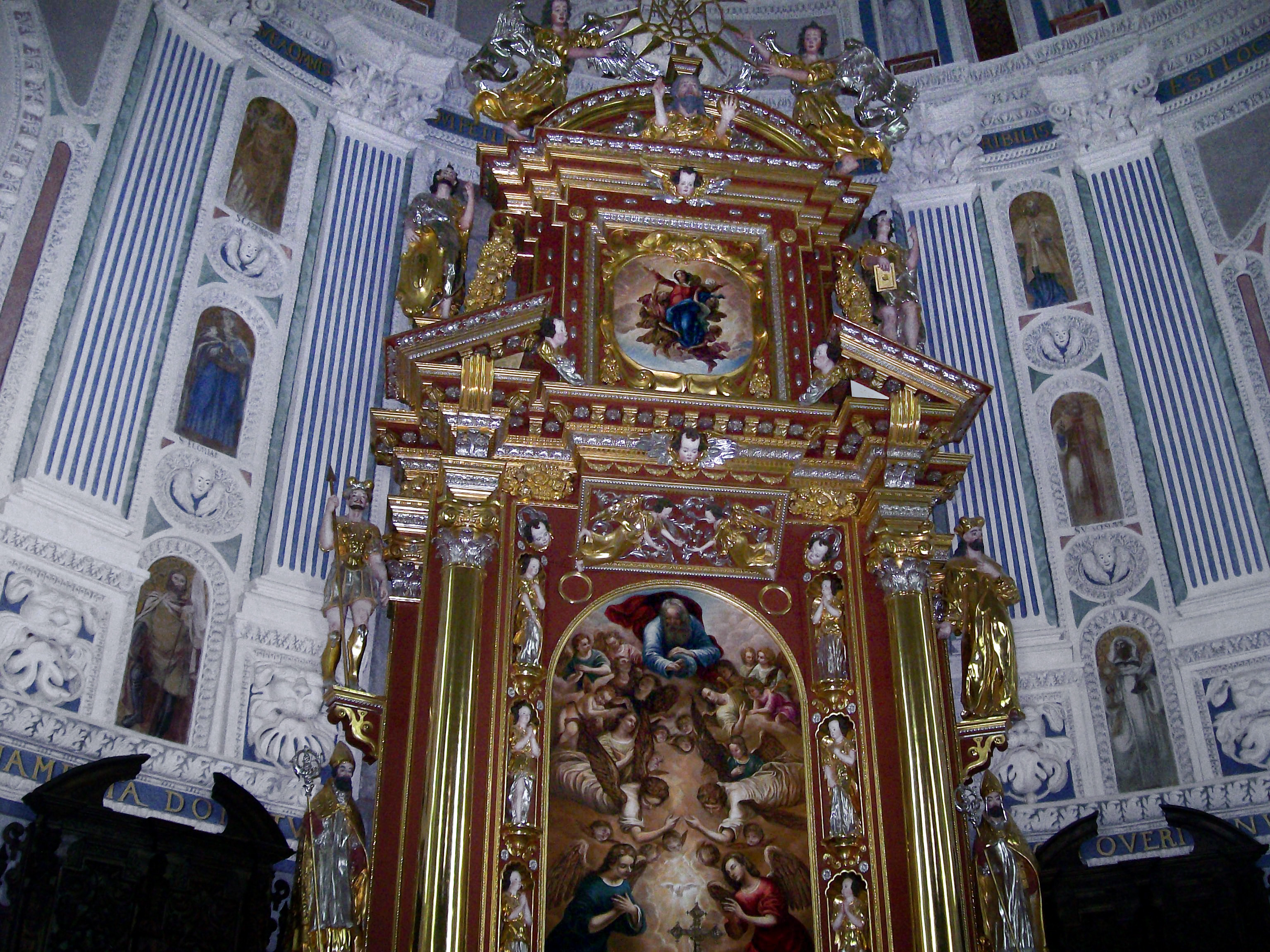
Vista del altar mayor en la capilla

Uno de los elementos más valiosos del complejo es la capilla, ubicada en la torre Divina, que se ha comparado con la capilla de Segismundo en la catedral de Wawel de Cracovia. Entre otras cosas interesantes, hay portales ricamente esculpidos, loggias, arcadas y decoraciones de pared esgrafiadas únicas, cuya superficie total es de aproximadamente 7000 m². Todos los trabajos fueron supervisados por arquitectos italianos, y los detalles fueron completados por artesanos de la cercana Przemysl. El esgrafiado representa a emperadores romanos, reyes polacos, miembros de la familia Krasicki, escenas de caza y los santos de la Iglesia católica. La mayor parte del diseño interior ha sido destruido, principalmente por los soldados del Ejército Rojo, que estuvieron estacionados allí desde octubre de 1939 hasta junio de 1941 (ver: Campaña de septiembre en Polonia, Operación Barbarroja).
Cerca del castillo, está el pabellón Suizo, conectado con Krasiczyn por un pasaje secreto. De pie también en el parque adyacente se encuentra el pabellón del Cazador, una villa en "el estilo de los cazadores". El parque en sí es abundante con pájaros y plantas.

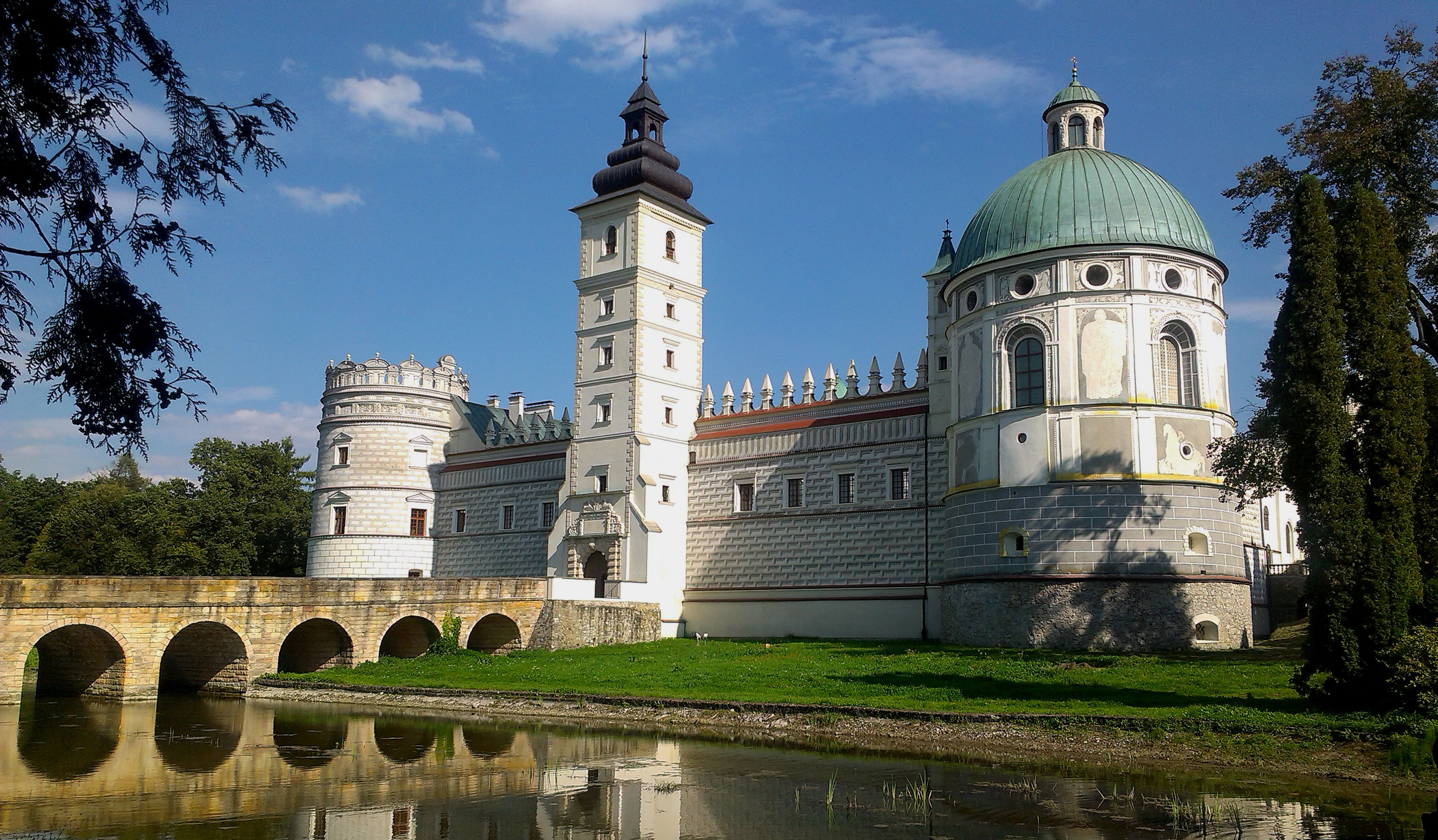
Vista del exterior
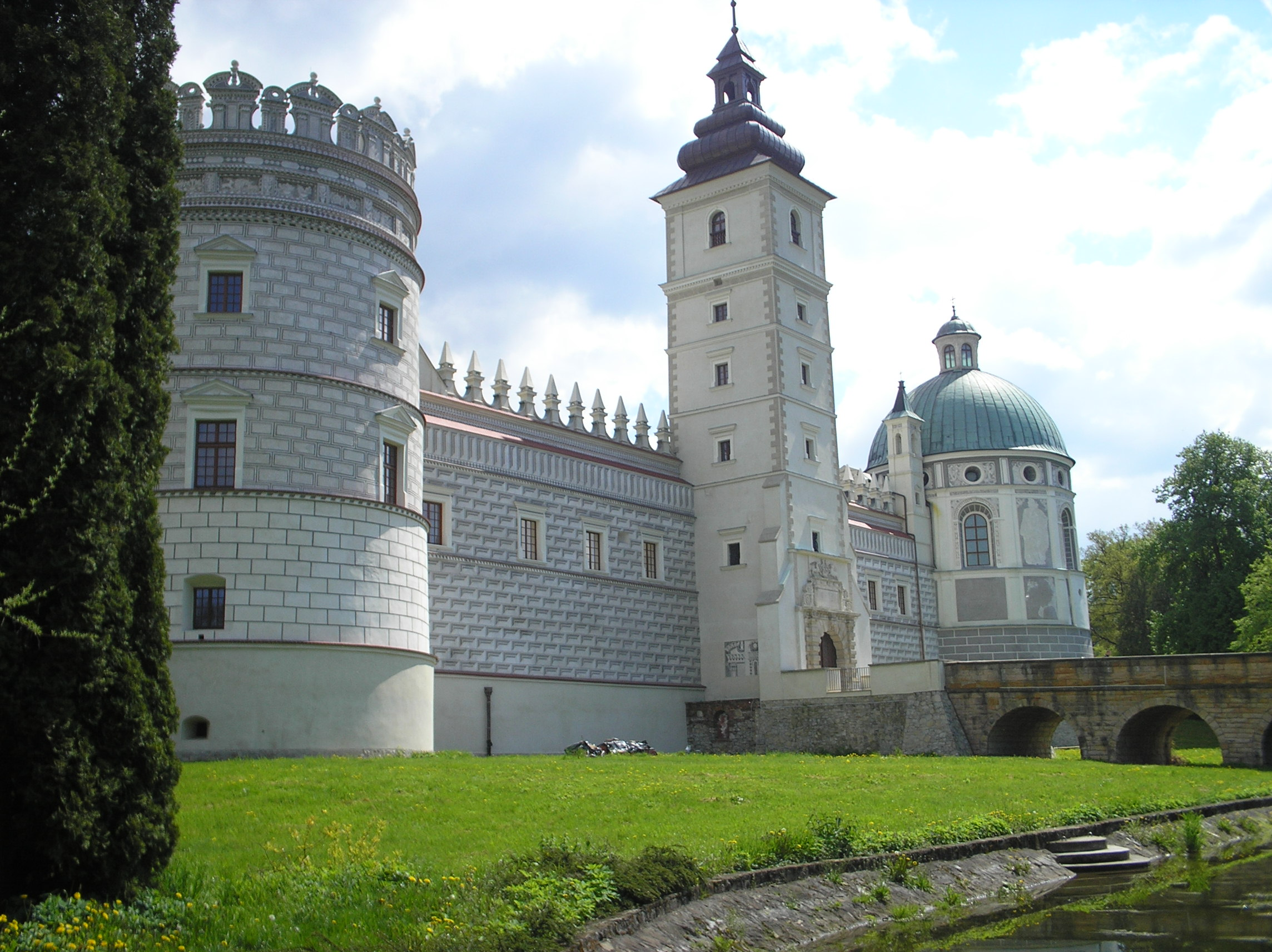
El castillo y el puente
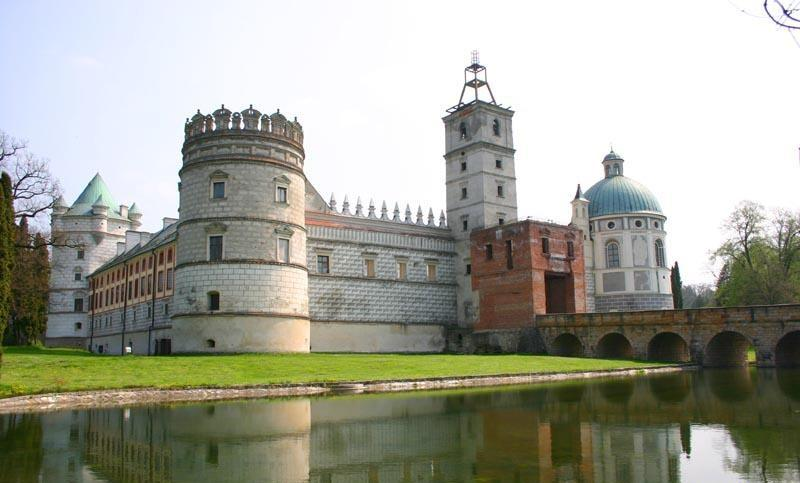
Vista desde el foso
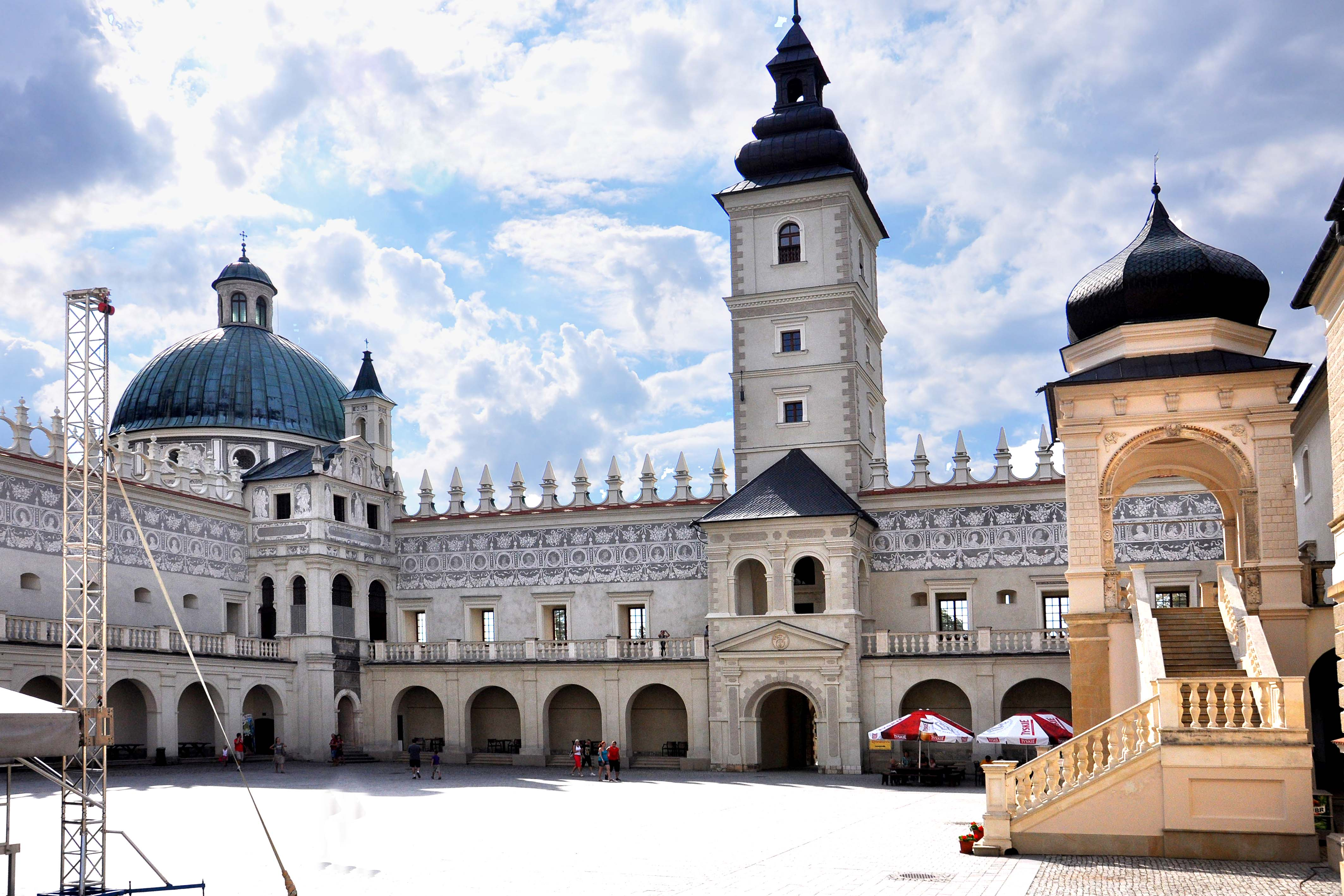
Patio interior

## Propietarios
Después de que la familia Krasicki desapareciera a finales del siglo XVII, el complejo fue heredado por Urszula Modrzewska. Luego perteneció a otras familias: Wojakowscy, Tarłowie (desde 1724), Potoccy (desde 1751), Pinińscy (desde 1785). Finalmente, en 1835, el príncipe Leon Sapieha compró el castillo, y su familia, los Sapieha,  poseyeron el complejo hasta 1944 (a excepción de la ocupación soviética en 1939-1941), cuando el gobierno comunista de Polonia lo nacionalizó. La familia Sapieha invirtió mucho dinero en el castillo. Lo remodelaron, con la ayuda de Engerth, un arquitecto de Viena, fundaron un aserradero, una cervecería y una pequeña fábrica de electrodomésticos para agricultores. Promovieron activamente el desarrollo económico de toda el área. El 3 de mayo de 1852, un gran incendio destruyó la mayor parte del complejo, a excepción de la capilla, y demoró varios años reparar los daños. En 1867, una de las personalidades más importantes de la Iglesia católica polaca, el cardenal  Adam Stefan Sapieha  nació aquí.
A finales de 1941, después de la invasión alemana de la Unión Soviética, Andrzej Sapieha regresó al castillo, que había sido utilizado como cuartel por los soldados del Ejército Rojo (ver Línea Molotov). Este es su relato de lo que encontró: «En los pisos hay basura, ropas viejas, libros destruidos. Paredes llenas de carteles de propaganda soviética, sin muebles, en lugar de eso, camas de madera por todas partes. La capilla está completamente arruinada, todas las esculturas en las paredes fueron destruidas hasta tan arriba como los salvajes pudieron alcanzar. Altares y bancos destruidos. Los tres monumentos han desaparecido. La iglesia en un estado terrible, ya que se utilizó como establo y de  carnicería. Los bolcheviques usaron los ataúdes de metal como bañeras».

## Actualmente
Después de la Segunda Guerra Mundial, el gobierno comunista nacionalizó el complejo y estableció una escuela secundaria de silvicultura en los edificios. En la década de 1970, el castillo era propiedad de un fabricante de automóviles de Varsovia. Después del colapso del sistema comunista, el castillo encontró un nuevo propietario, la Agencia de Desarrollo Industrial de Varsovia (Agencja Rozwoju Przemysłu S.A.), que ha llevado a cabo una extensa renovación del complejo. Como resultado, en 2000, Krasiczyn se agregó a la asociación de hoteles y restaurantes ubicados en edificios históricos (European Castle Hotels & Restaurants). (El hotel está ubicado en el ala lateral del castillo). Actualmente, el castillo de Krasiczyn es una atracción turística popular y se organizan visitas turísticas en él.